# (161995) 1983 LB
(161995) 1983 LB es un asteroide que forma parte de los asteroides Amor y fue descubierto por Eleanor Francis Helin y Steven Roger Swanson el 13 de junio de 1983 desde el observatorio del Monte Palomar, Estados Unidos. 

## Características orbitales
1983 LB está situado a una distancia media de 2,287 ua del Sol, pudiendo alejarse hasta 3,381 ua y acercarse hasta 1,192 ua. Tiene una excentricidad de 0,479 y una inclinación orbital de 25,265 grados. Emplea 1262,94 días en completar una órbita alrededor del Sol.
Los próximos acercamientos a la órbita terrestre ocurrirán el 22 de junio de 2028, el 25 de junio de 2066 y el 19 de junio de 2073.

## Características físicas
La magnitud absoluta de 1983 LB es 17,27.